# 韭菜岭
韭菜岭坐落在中华人民共和国湖南省道县。高度2009.3米。

## 动植物
韭菜岭盛产高山植物。山上主要的野生动物有角雉、猕猴、松鼠、穿山甲、虎耳草等。